# Dritter Karnatischer Krieg
Erster Karnatischer Krieg – Zweiter Karnatischer Krieg – Dritter Karnatischer Krieg
Europäischer Kriegsschauplatz:
Pirna* – Lobositz* – Prag* – Kolin* – Hastenbeck** – Groß-Jägersdorf* – Moys* – Hastenbeck* – Roßbach* – Breslau* – Leuthen* – Rheinberg** – Krefeld** – Domstadtl* – Olmütz* – Mehr** – Zorndorf* – Saint-Cast – Hochkirch* – Bergen** – Kay* – Minden** – Kunersdorf* – Lagos*** – Hoyerswerda* – Bucht von Quiberon*** – Maxen* – Koßdorf* – Landeshut* – Emsdorf** – Warburg** – Liegnitz* – Berlin* – Kloster Kampen** – Torgau* – Döbeln* – Vellinghausen** – Ölper** – Burkersdorf* – Reichenbach* – Freiberg*
(* Dritter Schlesischer Krieg, ** westlicher Kriegsschauplatz – Großbritannien/Kur-Hannover u. a. Alliierte gegen Frankreich, *** Seeschlacht)
Amerikanischer Kriegsschauplatz:
Siebenjähriger Krieg in Nordamerika und der Karibik
Monongahela – Lake George – Carillon – La Belle Famille – Québec – Beauport – Abraham-Ebene – Sainte-Foy – Restigouche – Tacky’s Rebellion – Belagerung von Havanna – Pontiac-Aufstand
Asiatischer Kriegsschauplatz:
Dritter Karnatischer Krieg
Kalkutta – Chandannagar – Plassey – Cuddalore – Negapatam – Condore – Madras – Masulipatam – Pondicherry I – Chinsurah – Wandiwash – Pondicherry II – Manila – Palaris-Aufstand
Der Dritte Karnatische Krieg (auch: Dritter Karnataka-Krieg) war ein von 1756 bis 1763 in Indien ausgetragener Kolonialkrieg zwischen Großbritannien und Frankreich. Die meisten Kampfhandlungen fanden in der Region Karnatik statt, worunter man während der Kolonialzeit das Gebiet zwischen den Ostghats und der Koromandelküste im Norden des heutigen Bundesstaats Tamil Nadu verstand.
Der Konflikt begann 1756, als in Europa der Siebenjährige Krieg ausbrach. Nach der Kriegserklärung erfolgten die Hauptauseinandersetzungen zunächst in Europa und somit im Atlantik und verlagerten sich später auf die Westindischen Inseln, Kanada und Westafrika. Folgerichtig waren hier die wichtigsten französischen und britischen Geschwader stationiert.
Indien war somit zunächst nicht im Fokus, bis die Briten am 23. März 1757 Chandannagar eroberten und es hierdurch offensichtlich wurde, dass auch alle anderen französischen Niederlassungen in Indien bedroht waren.
Obwohl die französische Regierung über weitaus weniger Kriegsschiffe verfügte als die Royal Navy, beschloss sie dennoch, gemeinsam mit der französischen Ostindien-Kompanie Verstärkung nach Indien zu schicken. Ein gemischtes Geschwader aus neun Schiffen, einem Linienschiff und acht bewaffneten Ostindienfahrern. Das Geschwader wurde unter dem Kommando des Comte d’Aché und mit einer Truppe von 4.000 Mann unter dem Befehl von Lally-Tollendal, der die Führung aller französischen Streitkräfte in Indien übernehmen sollte, nach Pondicherry eingeschifft. Das Geschwader verließ Frankreich am 2. Mai 1757, machte im Dezember Halt auf der Île-de-France und kam schließlich im April 1758 in indischen Gewässern an. Hier wurde das Geschwader bereits von britischen Einheiten unter Konteradmiral George Pococks erwartet.
In der Folge konnten die Franzosen zunächst mit den eingetroffenen Verstärkungen die Initiative auf dem Landfeldzug des Kriegsschauplatzes übernehmen und einige britische Handelsposten erobern. Letztlich scheiterte aber die Belagerung von Madras zwischen Dezember 1758 und Februar 1759 und die Briten erlangten die Initiative zurück.
Im Seekrieg kam es zu insgesamt drei Schlachten, die unentschieden ausgingen.
Die Briten nahmen schließlich die wichtigste französische Stadt Pondichéry nach einer Belagerung von September 1760 bis Januar 1761 ein. Der Krieg, und mit ihm Frankreichs Ambitionen in Indien, endeten mit dem Pariser Frieden 1763.

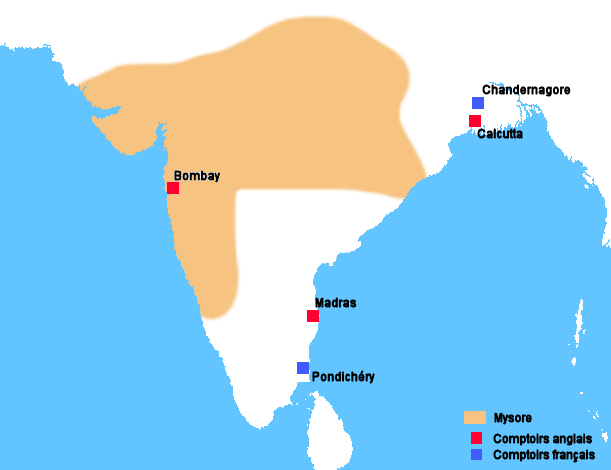
Karte von Indien am Vorabend des Konflikts
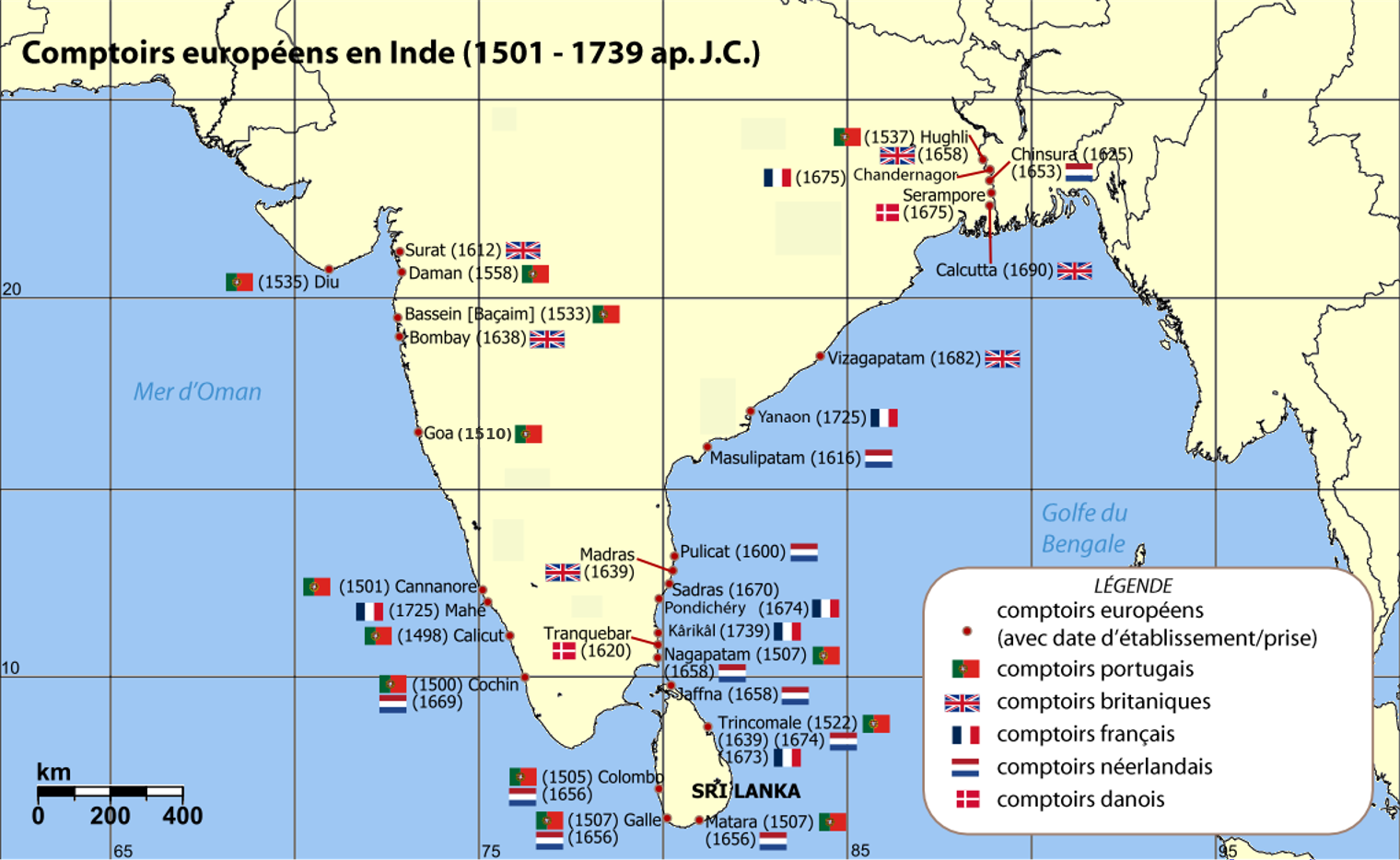
Die europäischen Handelsniederlassungen in Indien (16. – 17. Jahrhundert)